# いとまん
いとまんは、日本の漫画家、漫画原作者、イラストレーター。

## 略歴
2012年、2013年秋のアフタヌーン四季賞準入選受賞後、『月刊アフタヌーン』（講談社）2014年7月号にて読み切り作品「発症警察」でデビューし、同誌の同年12月号の「ゾンビヘルパー」読切掲載を経て、『月刊アフタヌーン』2016年3月号より「発症区」にて連載デビュー。同作連載終了後にネット上の自サイトなどに執筆掲載した「ドキュンサーガ」が2021年1月より、『ComicWalker』（KADOKAWA）にて商業連載として移籍連載開始。

## 作品リスト

### 漫画作品

#### 連載
- 発症区（『月刊アフタヌーン』2016年3月号 - 2017年10月号）
- ドキュンサーガ（『ComicWalker』2021年1月13日 - 連載中）
- 囚人転生（作画：ホリエリュウ、『COMIC FUZ』2024年5月20日[3] - ） - 原作担当。

#### 読み切り
- 発症警察（『アフタヌーン』2014年7月号[4]）
- ゾンビヘルパー（『アフタヌーン』2014年12月号[5]）
- 霊のパシリ（『となりのヤングジャンプ』2022年12月23日[6]）

### 書籍
- 『発症区』、講談社〈アフタヌーンKC〉2016年 - 2017年、全3巻
- 『ドキュンサーガ』、KADOKAWA〈MFC〉2021年 - 、既刊5巻（2024年9月21日現在）、5巻は電子書籍のみ
- 『囚人転生』、作画：ホリエリュウ、芳文社〈芳文社コミックス / FUZコミックス〉2024年 - 、既刊2巻（2025年4月28日現在）

### その他
- 中 ～CENTRISM～ - REMO-CON vs DJ TECHNORCH（DJ TECHNORCHのシングル、2012年）ジャケットデザイン
- よいこのあいうえお作文（Webサイト）